# Personenunterstand Bahnhofstrasse 16a

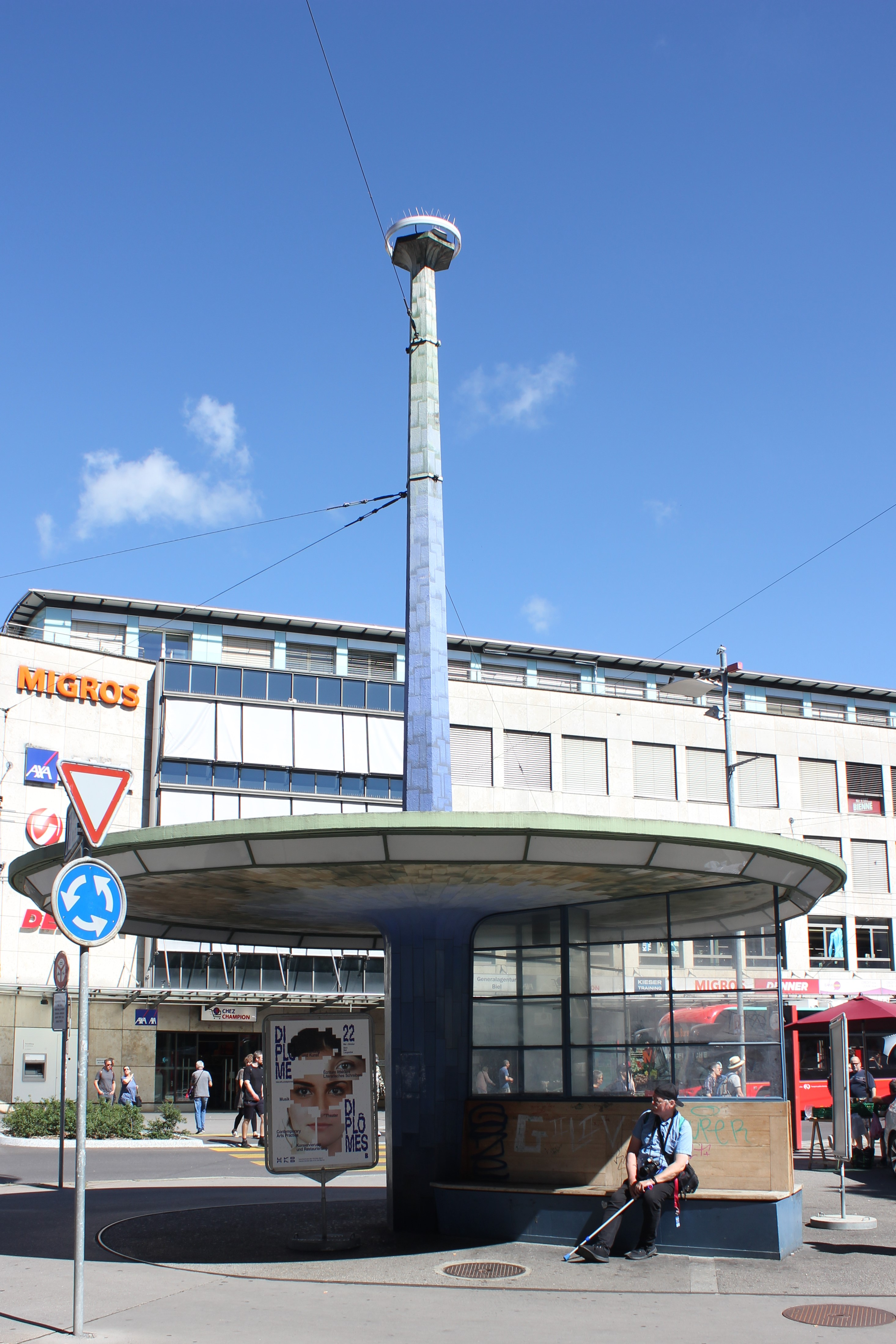
Personenunterstand Bahnhofstrasse 16a (2022)

Der Personenunterstand Bahnhofstrasse 16a (1928–1929) in Biel im Kanton Bern in der Schweiz wurde von Ernst Berger im Stil der «Bieler Moderne» entworfen. Er steht als Kulturgut unter Denkmalschutz.

## Lage

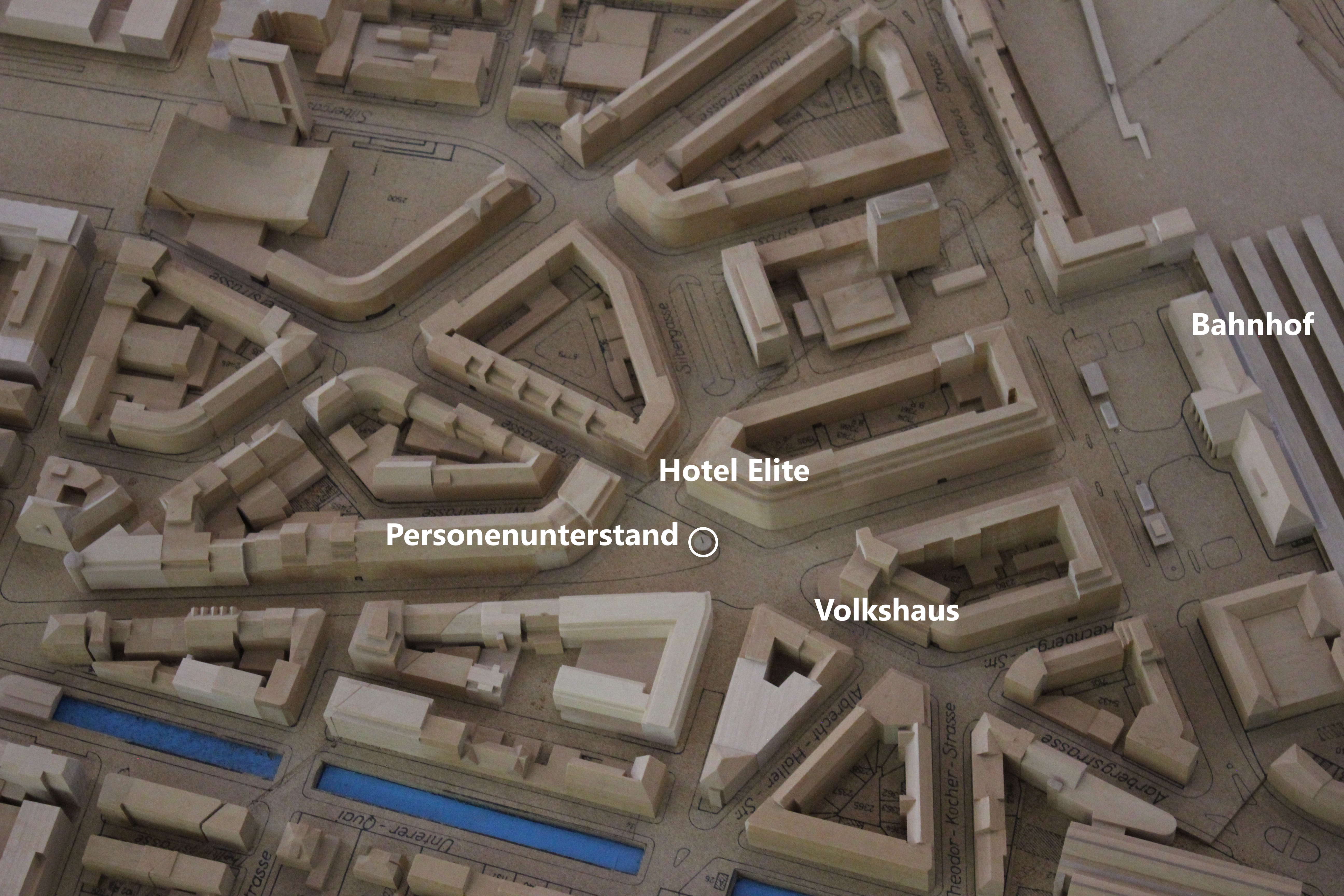
Lage Personenunterstand

Diese Variante der Tramhalle steht leicht versetzt zur Hauptachse Bahnhofstrasse auf dem Guisanplatz. Hier laufen neben der Bahnhofstrasse auch die Aarbergstrasse und die Güterstrasse zu einem grossen Verkehrskreisel zusammen. Städtebaulich wird der Bereich von den Gebäuden Volkshaus und Hotel Elite bestimmt.

## Geschichte

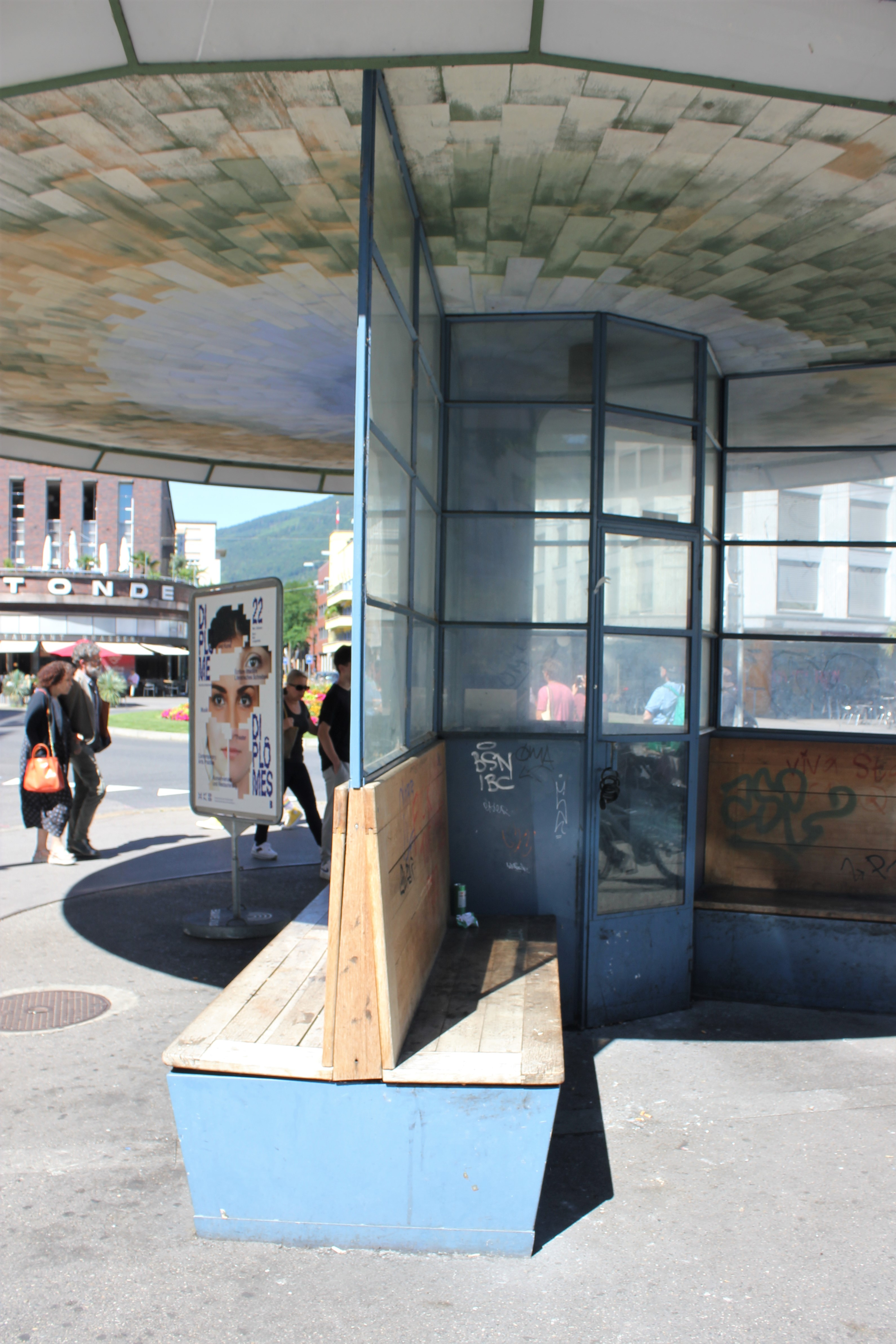
Detail Windstutzwand mit Holzbänken, Telefonzelle und Bemalung (2022)

Der pilzförmige Unterstand mit Telefonzelle entstand 1928 bis 1929 nach dem Entwurf von Ernst Berger. Die expressionistische Dekorationsmalerei wurde im Jahr 1929 von Eduard Müller hinzugefügt. Die unterirdische Toilettenanlage wurde inzwischen geschlossen. Das Bauwerk steht nicht mehr am ursprünglichen Standort. Im Jahr 2000 wurde es geringfügig versetzt. Eine fast baugleiche Bauvariante entstand 1930 auf dem Kreuzplatz (Brüggstrasse 2b).
Der Personenunterstand wurden 2003 rechtswirksam im Bauinventar des Kantons als «schützenswert» verzeichnet und gehören zur Baugruppe T (Biel, Bahnhofquartier).

## Beschreibung
Ein vorfabrizierter Stahlbeton-Pylon wurde als zentrale Tragkonstruktion des kreisrunden Schutzdaches angeordnet. Zwei Windschutzwände laufen auf dem Mittelpunkt zu. Hier befindet sich der Standort der verglasten Telefonzelle. Die Stahl-Glas-Fenster der Windschutzwände sind in Form von liegenden Rechtecken ausgeführt worden. Sie sind im unteren Bereich an beiden Seiten mit Holzbänken versehen. Unter dem Rand des Betondaches betont ein Lichtkranz hinter umlaufenden Opalglasblenden bei Dunkelheit die runde, schwebende Grundform.
Der Unterstand gehört zu den Elementen der progressiven Stadtgestaltung in Biel in den 1920er und 1930er Jahren. Der Kanon der modernen Stilelemente besteht bei den Unterständen und Halle immer wieder aus Betonscheiben, Verglasungen mit Metallsprossen und Opalverglasungen. Diese werden in unterschiedlichen Variationen eingesetzt.